# تشاه تشهل نفرة (محمدية أردكان)
تشاه تشهل نفرة (بالفارسية: چاه چهل نفره) هي قرية تقع في إيران في قسم محمدیة الريفي.